# 黑帶 (阿拉巴馬州地區)
黑帶是美國阿拉巴馬州的一個地區。這個術語最初指的是該地區肥沃的黑土[1]，其中大部分屬於變性土。 19世紀，該地區發展成為棉花種植園，其工人是被奴役的非裔美國人，因此該術語被賦予了新的意義。美國內戰後，許多自由民留在該地區，成為佃農和佃農，並繼續構成這些縣許多縣人口的大多數。
「黑帶」的地理範圍指的是美國南部一個更大的地區，從德拉瓦州延伸到德克薩斯州，但以喬治亞州、阿拉巴馬州、密西西比州和路易斯安那州的高地地區為中心。
在南北戰爭前和吉姆克勞時代，黑帶的白人菁英主導了阿拉巴馬州的政治，直到20世紀60年代，這種趨勢一直持續到今天。與其他南方州一樣，阿拉巴馬州以白人為主的州議會通過了法律和憲法，為選民登記設置了障礙，實際上剝奪了大多數黑人和許多貧窮白人的選舉權。
此外，該州議會在1901年後才重新劃分國會選區或州立法選區，直到20世紀60年代才根據美國最高法院的命令重新劃分。儘管伯明翰等城市化工業城市崛起，但白人農村精英仍然主導著該州。蒙哥馬利是黑帶地區最大的城市，自1846年以來一直是阿拉巴馬州的首府。蒙哥馬利、塞爾瑪和黑帶地區的其他地區在1954年至1968年的民權運動期間，是非裔美國人公共活動的重要中心。
自從黑人群體根據1965年《選舉權法案》重新獲得行使選舉權的能力以來，他們基本上支持民主黨候選人。這與該州白人佔多數的地區形成了鮮明對比。自20世紀末以來，這些地區的保守派勢力已基本從民主黨轉向共和黨。
阿拉巴馬州黑帶國家遺產區是根據2022年《國家遺產區法案》設立的，[2]該法案由總統喬·拜登於2023年1月6日簽署成為法律。 [3]該國遺產區將有助於保護黑人歷史遺跡和民權運動，並促進19個縣的旅遊業發展。 [4][5]
地質
該地區的地表覆蓋著一層薄薄的肥沃黑土，該黑土發育於塞爾瑪群的白堊之上，塞爾瑪群是一個可追溯到白堊紀的地質單元。
歷史
馬倫戈縣法恩斯代爾種植園的昔日奴隸小屋。
由於缺乏可靠的水源，最早的定居者一直避免耕種黑帶地區的黑土，直到人們發現可以鑽探深自流井為人類、牲畜和農作物供水。自19世紀30年代印地安人遷移以來，棉花種植園開始發展，種植的棉花這種經濟作物成為阿拉巴馬州最大的財富來源。美國內戰前，成千上萬的非裔美國奴隸耕種這些種植園。黑帶地區是該州人口密度最高的地區，黑人佔多數。
在棉花時代，黑帶地區的白人種植園主及其選出的代表在州議會中建立了政治權力；在該州開始發展更多城市化地區和工業經濟之後很長一段時間，白人農村精英仍然保持著主導地位。 1901年至1972年，州議會並未根據人口變化和城市地區的崛起重新劃分選區，直到1972年，在諸如貝克訴卡爾案（1964年）等重要的選區分配案件之後，聯邦法院下令重新劃分選區。伯明罕是該州最大、工業化程度最高的城市之一，幾十年來，該州的黑人和白人居民在州議會中的代表性一直不足。
黑帶地區最大的城市蒙哥馬利於1846年被指定為阿拉巴馬州的首府。由於阿拉巴馬州位於奴隸州的中心地帶，蒙哥馬利也被指定為美利堅聯盟國的首府。由於該地區遠離美國內戰前線，因此免受了戰爭的摧殘。許多19世紀種植園主的希臘復興式宅邸以及一些種植園的奴隸宿舍都保存了下來。阿拉巴馬州迪莫波利斯的蓋恩斯伍德和格林斯伯勒的木蘭林是如今可供遊客參觀的景點之一。
許多獲得自由的奴隸的後代在解放後繼續從事佃農和勞工的工作，但也有很多人在各縣之間遷移，遷往城市，或離開阿拉巴馬州尋找其他機會。 1910年至1920年間，棉鈴象鼻蟲侵襲棉花作物，摧毀了大部分作物和種植園系統，但棉花經濟的後遺症依然清晰可見。為了逃避私刑和社會壓迫，以及棉鈴象鼻蟲的肆虐和農業機械化程度的提高，成千上萬的非裔美國人離開了阿拉巴馬州。